# Gare de Tsukinoki
La gare de Tsukinoki (槻木駅, Tsukinoki-eki) est une gare ferroviaire située dans le bourg de Shibata, dans la préfecture de Miyagi au Japon. La gare est exploitée par les compagnies JR East et AbukumaExpress.

## Situation ferroviaire
La gare de Tsukinoki est située au point kilométrique (PK) 327,7 de la ligne principale Tōhoku. Elle marque la fin de la ligne Abukuma Express.

## Historique
La gare est inaugurée le 12 janvier 1891.

## Service des voyageurs

### Accueil
La gare dispose d'un bâtiment voyageurs, avec guichets, ouvert tous les jours.

### Desserte
- Ligne principale Tōhoku :
  - voie 1 : direction Shiroishi et Fukushima
  - voie 3 : direction Natori et Sendai
- Ligne Abukuma Express :
  - voie 2 : direction Yanagawa et Fukushima